# Dos Hermanas (Gerichtsbezirk)
Der Gerichtsbezirk Dos Hermanas ist einer der 15 Gerichtsbezirke in der spanischen Provinz Sevilla.
Der Bezirk umfasst die Gemeinde Dos Hermanas auf einer Fläche von 159,80 km² mit dem Hauptquartier in Dos Hermanas.